# Grandrif
Grandrif település Franciaországban, Puy-de-Dôme megyében. Lakosainak száma 203 fő (2022. január 1.). Grandrif Ambert, Baffie, Églisolles, Saint-Anthème, Saint-Just, Saint-Martin-des-Olmes, Saint-Romain és Valcivières községekkel határos.

## Népesség
A település népességének változása:
| Lakosok száma | 175  | 178  | 186  | 186  | 193  | 200  | 201  | 202  | 203  |
|               | 2013 | 2015 | 2016 | 2017 | 2018 | 2019 | 2020 | 2021 | 2022 |